# Ивановский сельсовет (Мордовский район)
Ивановский сельсовет — муниципальное образование со статусом сельского поселения в Мордовском районе Тамбовской области.
Административный центр — село Ивановка.

## История
В соответствии с Законом Тамбовской области от 17 сентября 2004 года № 232-З установлены границы муниципального образования и статус сельсовета как сельского поселения.

## Население
| 2010  | 2012  | 2013  | 2014  | 2015  | 2016  | 2017  |
| ----- | ----- | ----- | ----- | ----- | ----- | ----- |
| 1557  | ↘1517 | ↘1464 | ↘1413 | ↘1377 | ↘1329 | ↘1295 |
| 2018  | 2019  | 2020  | 2021  |       |       |       |
| ↘1269 | ↘1230 | ↘1210 | ↗1222 |       |       |       |

## Состав сельского поселения
| №  | Населённый пункт | Тип населённого пункта       | Население |
| -- | ---------------- | ---------------------------- | --------- |
| 1  | Александровка    | деревня                      | 3         |
| 2  | Анненка          | деревня                      | 26        |
| 3  | Варварино        | деревня                      | 51        |
| 4  | Ивановка         | село, административный центр | ↗347      |
| 5  | Карякино         | деревня                      | 14        |
| 6  | Любовка 1-я      | деревня                      | 3         |
| 7  | Огарёвка         | деревня                      | 14        |
| 8  | Плоское          | деревня                      | ↗158      |
| 9  | Рогозна          | деревня                      | ↘186      |
| 10 | Сборный          | посёлок                      | ↘188      |
| 11 | Степной          | посёлок                      | ↘466      |
| 12 | Чичерино         | деревня                      | 11        |
| 13 | Шатское          | деревня                      | ↘65       |
| 14 | Шацкие Выселки   | посёлок                      | 25        |

### Упразднённые населённые пункты
Деревня Осадовка 2-я, посёлок Приют.